# Iridotaenia kotoensis
Iridotaenia kotoensis es una especie de escarabajo joya del género Iridotaenia, de la familia Buprestidae, orden Coleoptera.

## Distribución
Se distribuye por la región indomalaya.

## Taxonomía
Fue descrita por Miwa & Chûjô en 1940.